# العبيدي (مدينة)
العبيدي مدينة عراقية تقع غرب العراق ضمن محافظة الأنبار، يبلغ عدد سكانها 25000 نسمة، قريبة جدا من الحدود السورية العراقية، فيها مجمع سكني حيث يتميز بجماله وحداثه العمران ويسكن فيه الأغلبية من الموظفين التابعين للشركة العامة للفوسفات ومعمل سمنت القائم والمميز في سكان هذا المجمع انهم من مختلف العشائر والمدن ومنهم من تعود اصوله إلى البصرة في جنوب العراق أو من شمال العراق.
يحيط مدينة العبيدي نهر الفرات من ثلاث جهات وتعتبر شبه جزيرة. ويوجد في العبيدي مصنعان من أكبر مصانع العراق وهما مصنع الفوسفات للاسمدة الكيمياوية الذي كان في الزمان الماضي يعد من أكبر وأهم مصانع الشرق الأوسط والذي تكون اليد العاملة في ما يقارب 4500 الف شخص... والمعمل الثاني معمل سمنت القائم حيث يعد من أكبر المصانع في العراق.